# Dvapara Yuga
Le Dvapara Yuga est la troisième période temporelle dans la cosmogonie de l'hindouisme. Ce cycle de 864 000 ans est caractérisé par l'avidité et la fraude.